# Kamjanycia (obwód zakarpacki)

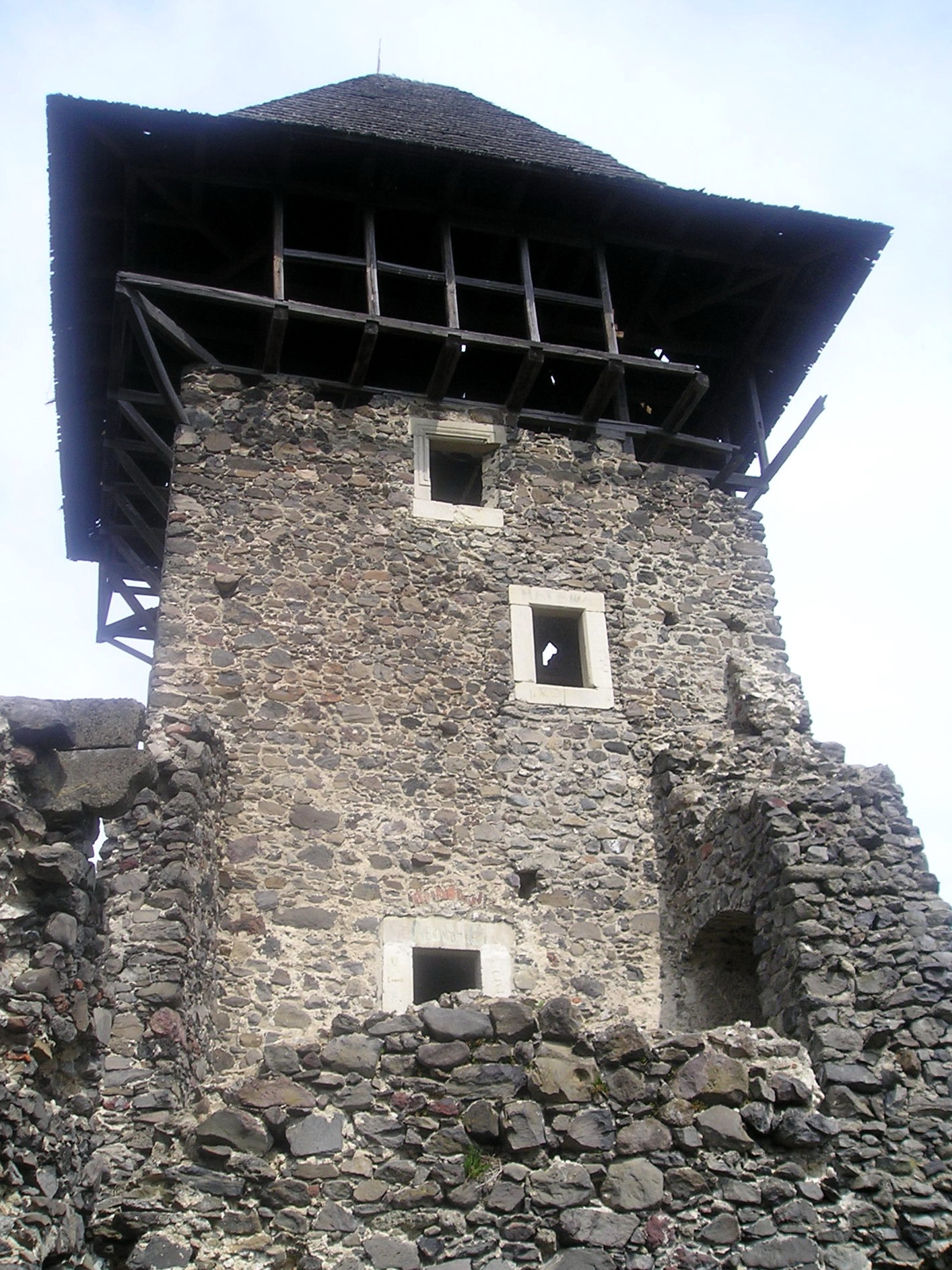
Wieża - donżon, stan w 2006 r.

Kamjanycia (ukr. Кам'яниця) – wieś na Ukrainie. Należy do rejonu użhorodzkiego w obwodzie zakarpackim i liczy 1 886 mieszkańców.
Znajdują tu się stacja kolejowa Kamjanycia oraz przystanek kolejowy Kamjanycia-Pidzamok, położone na linii Sambor – Czop.

## Zabytki
- zamek położony w pobliżu wsi Kamjanycia, 12 km na północ od Użhorodu[1]. Wybudowany został w XIII wieku na szczycie wzgórza pochodzenia wulkanicznego nad doliną rzeki Użok w miejscu wcześniejszej drewnianej fortyfikacji. W 1241 roku zniszczony przez hordy Mongołów-Tatarów, ale w drugiej połowie XIII wieku został odbudowany Na przełomie XIII-XIV wieku wybudowano czworokątną trójpoziomową basztę z lochem. Wraz z rozwojem broni palnej zamek ciągle był doskonalony i przebudowywano jego kształt[1], który ostatecznie uzyskał na początku XVI wieku. Na początku XVII wieku, podczas panowania rodu Drugetho[1], wyniku wojen domowych zamek wielokrotnie przechodziło z rąk do rąk. W 1644 roku zamek został zdobyty i zniszczony[1] przez gubernatora Transylwanii Jerzego I Rakoczego. Od tego czasu zamek nie został odrestaurowany i dotrwały do naszych czasów w postaci ruiny.